# Гравець року ФІФА 1997
«Гравець року ФІФА» за підсумками 1997 року був оголошений 12 січня 1998 року на урочистому заході в «Діснейленд» (Париж). Це було сьоме нагородження трофеєм «Гравець року ФІФА», започаткованого ФІФА у 1991 році. Лауреатом нагороди вдруге поспіль став бразильський нападник «Барселони» Роналду.
Переможець визначався за підсумками голосування серед 121 тренера національних команд світу. Кожен із тренерів визначав трійку найкращих футболістів, окрім співвітчизників. Перше місце оцінювалось у п'ять балів, друге — три бали, третє місце — 1 бал.

## Підсумки голосування
| №   | Гравець               | Клуб(и)               | Країна     | Очки |
| --- | --------------------- | --------------------- | ---------- | ---- |
| 1   | Роналду               | Барселона Інтер       | Бразилія   | 480  |
| 2   | Роберто Карлос        | Реал                  | Бразилія   | 85   |
| 3=  | Денніс Бергкамп       | Арсенал               | Нідерланди | 62   |
| 3=  | Зінедін Зідан         | Ювентус               | Франція    | 62   |
| 5   | Рауль                 | Реал                  | Іспанія    | 51   |
| 6   | Алессандро Дель П'єро | Ювентус               | Італія     | 27   |
| 7   | Давор Шукер           | Реал                  | Хорватія   | 20   |
| 8=  | Габрієль Батістута    | Фіорентіна            | Аргентина  | 16   |
| 8=  | Алан Ширер            | Ньюкасл               | Англія     | 16   |
| 10= | Леонардо              | Парі Сен-Жермен Мілан | Бразилія   | 14   |
| 10= | Петер Шмейхель        | Манчестер Юнайтед     | Данія      | 14   |